# El Hollejo
El Hollejo är en ort i Mexiko.   Den ligger i kommunen Mixtlán och delstaten Jalisco, i den centrala delen av landet, 600 km väster om huvudstaden Mexico City. El Hollejo ligger 1 282 meter över havet och antalet invånare är 248.
Terrängen runt El Hollejo är kuperad åt sydost, men åt nordväst är den bergig. Runt El Hollejo är det mycket glesbefolkat, med 5 invånare per kvadratkilometer. Närmaste större samhälle är Guachinango, 14,5 km sydost om El Hollejo. I omgivningarna runt El Hollejo växer huvudsakligen savannskog.